# Is the Man Who Is Tall Happy?
Is the Man Who Is Tall Happy? (no Brasil, O Homem Que é Alto é Feliz?) é um filme-documentário francês de 2013 dirigido e escrito por Michel Gondry. Exibido pela primeira vez no Instituto de Tecnologia de Massachusetts em 12 de fevereiro, segue uma entrevista com o ativista político, filósofo e linguista Noam Chomsky. O título é referência à frase Colorless green ideas sleep furiously, formulada pelo linguista como exemplo do gerativismo.